# ساگو

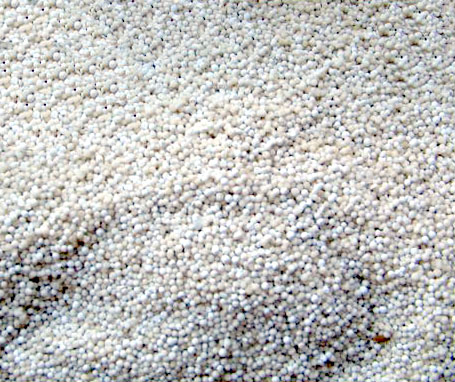
ساگو.

ساگو (Sagu Metroxylon) یک نشاسته بدست آمده از مغز میوه از ساقه درخت نخل ساگو است. این ماده غذایی بسیاری از مردم در گینه نو و جزایر مولوکو از آن است به نام Saksak و Sagu نام می‌برند. ساگو را می‌توان از مغازه‌های عطاری تهیه نمود. این نوع حلوا در هرمزگان و شهرستان‌های استان بوشهر ( کنگان , جم و عسلویه ) در خانه‌ها تهیه می‌شود و همراه با قهوه عربی سرو می‌شود. طرز تهیه آن به‌طور سنتی است، پخته و خورده می‌شود. شکل‌های مختلف مانند مخلوط با آب جوش به صورت یک خمیر، یا به عنوان یک کلوچه از آن استفاده می‌گردد.
ساگو مانند بسیاری از نشاسته دیگر، و هم ساگو و هم نشاسته کاساو (یا مانیوک) به صورت دانه‌دانه تولید می‌شوند. دانه ساگو در ظاهر شبیه به دانه کاساو (یا مانیوک) است، و هر دو ممکن است در بعضی از خوراکی‌ها به‌جای هم استفاده شوند. این تشابه باعث سردرگمی در برخی از نام‌های خوراکی‌ها ساخته شده با دانه‌های آن دو است.
صد گرم ساگوی خشک ۳۵۵ کالری تولید می‌کند، از جمله به‌طور متوسط ۹۴ گرم کربوهیدرات، ۰٫۲ گرم پروتئین، ۰٫۵ گرم فیبر غذایی، ۱۰ میلی‌گرم کلسیم، ۱٫۲ میلی‌گرم آهن، و مقادیر ناچیز از چربی، ویتامین ب، کاروتن (ویتامین آ) و ویتامین ث. ساگو می‌تواند برای هفته‌ها و ماه‌ها در بدن ذخیره شود، هر چند پس از آن که در دستگاه گوارش هضم و جذب شد، به‌طور کلی سریعاً جذب بدن می‌شود.